# Morphetaerius elegans
Morphetaerius elegans är en skalbaggsart som beskrevs av August Reichensperger 1939. Morphetaerius elegans ingår i släktet Morphetaerius och familjen stumpbaggar. Inga underarter finns listade i Catalogue of Life.